# Martin Vinnicombe
Martin Vinnicombe (n. 5 decembrie 1964, Melbourne, Victoria, Australia) este un ciclist australian, medaliat olimpic. A participat la o ediție a Jocurilor Olimpice (1988) în care a câștigat o medalie de argint.

## Participări
Lista de mai jos prezintă principalele competiții la care a participat Martin Vinnicombe de-a lungul carierei.
- cycling at the 1988 Summer Olympics – men's 1 km time trial[*]